# Zaricine, Iuriivka
Zaricine (în ucraineană Зарічне) este un sat în comuna Novoveazivske din raionul Iuriivka, regiunea Dnipropetrovsk, Ucraina.

## Demografie
Componența lingvistică a localității Zaricine
     Ucraineană (83,64%)
     Rusă (16,36%)
Conform recensământului din 2001, majoritatea populației localității Zaricine era vorbitoare de ucraineană (83,64%), existând în minoritate și vorbitori de rusă (16,36%).